# Bourletiella sicki
Bourletiella sicki is een springstaartensoort uit de familie van de Bourletiellidae. De wetenschappelijke naam van de soort is voor het eerst geldig gepubliceerd in 1994 door Bretfeld.